# 劳埃德·艾斯勒
劳埃德·艾斯勒（英語：Lloyd Eisler，1963年4月28日—），加拿大男子花样滑冰运动员。他曾代表加拿大参加1984年、1988年、1992年和1994年冬季奥林匹克运动会花样滑冰比赛，获得二枚铜牌。